# Dorsa Sorby

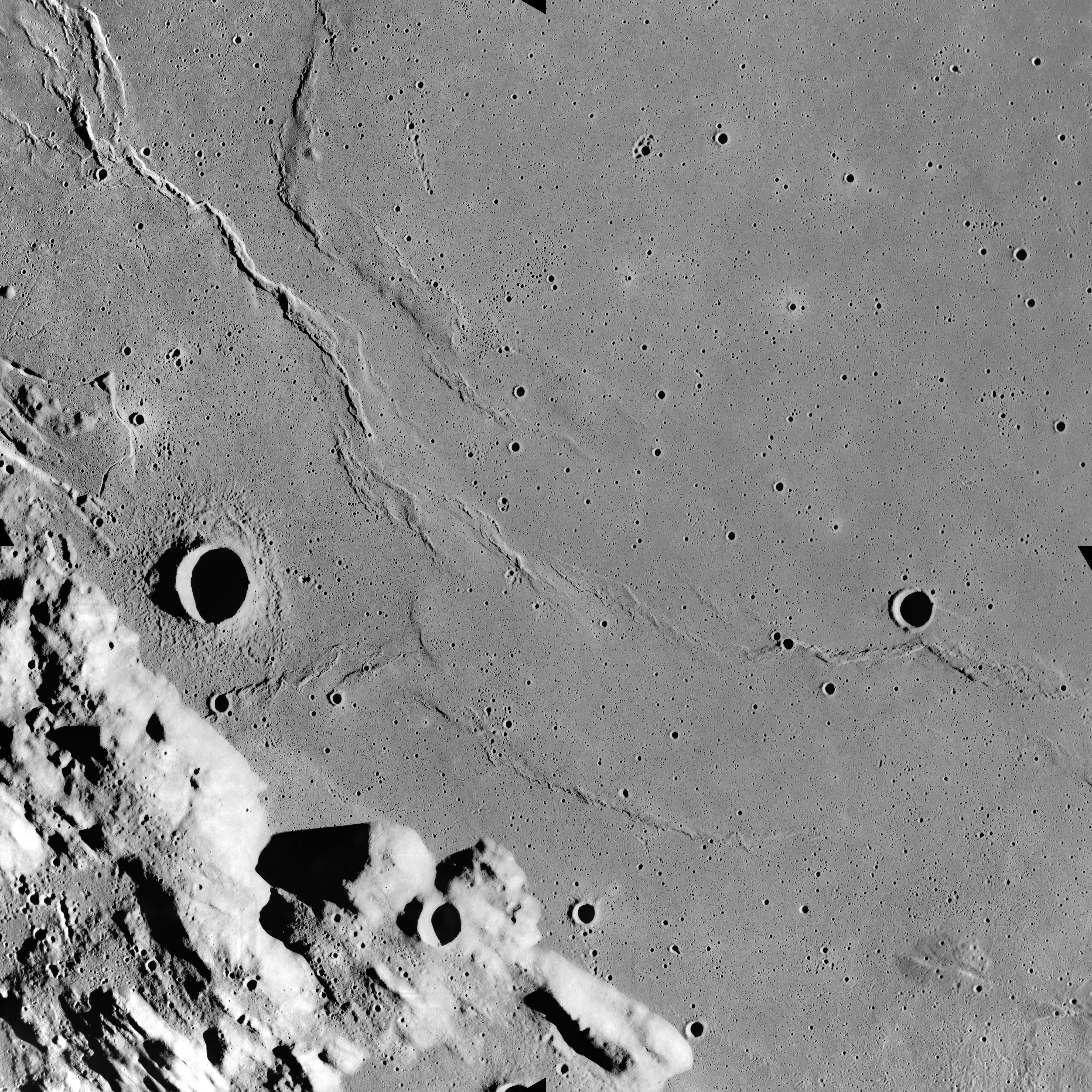
Sulpicius Gallus oraz Dorsa Sorby widziane z APOLLO 17

Dorsa Sorby – grupa grzbietów na powierzchni Księżyca  o średnicy około 80 km. Dorsa Sorby znajduje się na współrzędnych selenograficznych ☾ 19,0°N 14,0°E/19,000000 14,000000 na obszarze Mare Serenitatis.
Nazwa grzbietu została nadana w 1976 roku przez Międzynarodową Unię Astronomiczną i pochodzi od Henry'ego Sorby (1826-1908), angielskiego geologa.